# فوری دو پرز
فوری دو پریز (به انگلیسی: Fourie du Preez) (زاده ۲۴ مارس ۱۹۸۲ - پرتوریا) بازیکن راگبی است. پستی که او انتخاب کرده scrum half است. او در مسابقات Currie Cup در آفریقای جنوبی در تیم Blue Bulls بازی می‌کند و در مسابقات بین‌المللیSuper ۱۵( که بین کشورهای نیوزلند، آفریقای جنوبی و استرالیا انجام می‌شود) در تیم Bulls بازی می‌کند. او دید بسیار وسیعی دارد و به نظر می‌رسد از این نظر در جهان بهترین باشد و یکی از بهترین‌ها در تاریخ راگبی جهان. همچنین جا به جایی و حرکت او در زمین بسیار زیاد است به طوری که حضور او هم در دفاع و هم در حمله کاملاً محسوس است.
او کار خود را از سال ۲۰۰۱ در تیم ایالتی Blue Bulls آغاز کرده. او همچنین کار خود را در super ۱۲ ( super ۱۵ فعلی ) از سال ۲۰۰۳ در تیم Bulls و در مقابل ACT Brumbies شروع کرد. همین طور او اولین مسابقه ی ملی اش را در یک دیدار دوستانه مقابل ایرلند انجام داد.
Fourie du Preezدر سال ۲۰۰۶ به عنوان بازیکن سال راگبی آفریقای جنوبی انتخاب شد. او در همان سال نامزد بهترین بازیکن جهان هم بود. او همچنین در سال ۲۰۰۹ برای دومین بار به عنوان بهترین بازیکن راگبی آفریقای جنوبی برگزیده شد.
او در سال ۲۰۰۲ جام جهانی زیر ۲۱ ساله‌های جهان را به همراه هم تیمی‌هایش فتح کرد.همچنین او در سال‌های ۲۰۰۷ ، ۲۰۰۹ و ۲۰۱۰ به همراه تیم Bulls قهرمانsuper ۱۴ شد.
وی به همراه هم تیمی‌هایش در تیم ملی آفریقای جنوبی در سال‌های ۲۰۰۴ و ۲۰۰۹ قهرمان Tri Nations شد.و در سال ۲۰۰۷ در آن تیم فوق العاده آفریقای جنوبی که با اقتدار قهرمان جام جهانی هم شد، حضور بی نظیری داشت.